# 29435 Морделл
29435 Морделл (29435 Mordell) — астероїд головного поясу, відкритий 8 травня 1997 року.
Тіссеранів параметр щодо Юпітера — 3,616.